# Oxid erbitý
Oxid erbitý je jediným oxidem erbia, které je v něm přítomno v oxidačním stavu III. Je to růžová pevná paramagnetická látka. Je využívaná v různých optických materiálech.

## Struktura
Oxid erbitý krystalizuje v kubické soustavě s prostorovou grupou Ia3 (číslo 206) podobné struktuře bixbyitu.